# 丸山修二
丸山 修二（まるやま しゅうじ、1972年1月4日 - ）は、日本のアニメーター、キャラクターデザイナー。群馬県高崎市出身。元ゆめ太カンパニー所属。別名義に山本 修。現在はフリーランス。

## 参加作品

### テレビアニメ
※は山本修名義
1996年
- エルフを狩るモノたち（動画）
- 地獄先生ぬ〜べ〜（動画）
- ナースエンジェルりりかSOS（動画）
- るろうに剣心 -明治剣客浪漫譚-（動画）

1997年
- 少女革命ウテナ（動画）

1998年
- EAT-MAN'98（原画）
- デビルマンレディー（原画）
- 魔術士オーフェン（原画）
- LEGEND OF BASARA（動画）

1999年
- 頭文字D Second Stage（原画・動画チェッカー・動画）
- 今、そこにいる僕（動画）
- おじゃる丸（動画）

2000年
- 遊☆戯☆王デュエルモンスターズ（原画・動画チェック・動画）

2001年
- 逮捕しちゃうぞ Second Season（原画）※
- RAVE （原画）※

2002年
- GetBackers-奪還屋-（原画）※
- SAMURAI DEEPER KYO（原画）※
- 名探偵コナン（動画）
- らいむいろ戦奇譚（原画）※

2003年
- 北へ。〜Diamond Dust Drops〜（原画）※
- 魔探偵ロキ（原画）※
- まっすぐにいこう。（動画）
- ヤミと帽子と本の旅人（原画）※

2004年
- あたしンち（原画）
- W〜ウィッシュ〜（原画）※
- 今日からマ王!（原画）※
- こちら葛飾区亀有公園前派出所（原画・動画チェック）
- 遙かなる時空の中で-八葉抄-（原画・動画チェック）
- メジャー 第1シリーズ（原画）※

2005年
- アイシールド21（作画監督・作画監督補佐・原画・第2期・第4期OP原画）※一度だけ山本修名義で参加
- ガン×ソード（原画）※
- 機動新撰組 萌えよ剣（原画）※
- サムライチャンプルー（第二原画）※

2006年
- Ergo Proxy（原画）※
- 鍵姫物語 永久アリス輪舞曲（作画監督） ※
- 銀河鉄道物語 〜永遠への分岐点〜（原画）※
- 金色のコルダ〜primo passo〜（原画）
- スパイダーライダーズ 〜オラクルの勇者たち〜（原画）※
- Soul Link（作画監督）※
- .hack//Roots（原画）※
- ひぐらしのなく頃に （原画）※
- Fate/stay night（原画）※
- BLOOD+（原画）※
- 吉永さん家のガーゴイル（OP原画）※
- 錬金3級 まじかる?ぽか〜ん（原画）

2007年
- 鋼鉄神ジーグ（第二原画）※
- 瀬戸の花嫁（原画）※
- 天元突破グレンラガン（第二原画）※
- ときめきメモリアル Only Love（原画）※
- ながされて藍蘭島（原画）※
- ひとひら（作画監督）※
- ヒロイック・エイジ（原画）

2008年
- 家庭教師ヒットマンREBORN!（原画）
- ゴルゴ13（原画）
- ネオ アンジェリーク Abyss（OP原画）
- 無限の住人（原画）※
- 遊☆戯☆王5D's（キャラクターデザイン・総作画監督・作画監督・原画・第1期・第2期・第5期OP・ED作画監督・第2期OP原画・アバンタイトル原画）

2009年
- 神曲奏界ポリフォニカ クリムゾンS（原画）
- そらのおとしもの（原画）
- 乃木坂春香の秘密ぴゅあれっつぁ（OP原画）
- ファイト一発! 充電ちゃん!!（原画）
- Phantom 〜Requiem for the Phantom〜（原画）※
- BLEACH（作画監督・原画）

2011年
- C3 -シーキューブ-（作画監督）
- Dororonえん魔くん メ〜ラめら（作画監督・原画・第二原画）
- マケン姫っ!（原画）
- 輪るピングドラム（原画）
- 遊☆戯☆王ZEXAL（作画監督・原画・動画・第2期・第3期OP原画）

2012年
- アイカツ!（作画監督補佐）
- アクエリオンEVOL（原画）
- 宇宙兄弟（原画）
- 宇宙戦艦ヤマト2199（原画）
- ココロコネクト（作画監督）
- 坂道のアポロン（原画）
- だから僕は、Hができない。（作画監督）
- ハイスクールD×D（作画監督）
- ひだまりスケッチ×ハニカム（作画監督・原画）
- 武装神姫（作画監督補佐・原画）
- 遊☆戯☆王ZEXAL II（総作画監督・作画監督・原画・第1期・第2期・第3期OP原画・第3期ED原画）
- 輪廻のラグランジェ（原画）

2013年
- カードファイト!! ヴァンガード リンクジョーカー編（原画）
- 銀河機攻隊 マジェスティックプリンス（原画）
- 琴浦さん（作画監督）
- THE UNLIMITED 兵部京介（作画監督）
- 東京レイヴンズ（作画監督・原画）
- ハイスクールD×D NEW（作画監督）
- Fate/kaleid liner プリズマ☆イリヤ（作画監督）
- ふたりはミルキィホームズ（作画監督）
- ブラッドラッド（原画）
- ログ・ホライズン（作画監督）

2014年
- カードファイト!! ヴァンガード レギオンメイト編（原画）
- 繰繰れ! コックリさん（作画監督）
- 黒執事 Book of Circus（作画監督）
- ソウルイーターノット!（作画監督補佐）
- ディーふらぐ!（OP作画）
- 曇天に笑う（プロップデザイン・作画監督・作画監督補佐・原画）
- ばらかもん（作画監督）
- 風雲維新ダイ☆ショーグン（作画監督）
- 鬼灯の冷徹（原画）
- 六畳間の侵略者!?（作画監督）

2015年
- カードファイト!! ヴァンガードG（作画監督）
- 聖剣使いの禁呪詠唱（作画監督）
- 長門有希ちゃんの消失（作画監督）
- 干物妹!うまるちゃん（作画監督・作画監督補佐）
- プラスティック・メモリーズ（作画監督）
- ミカグラ学園組曲（作画監督・作画監督補佐・原画）
- 山田くんと7人の魔女（作画監督）
- 遊☆戯☆王ARC-V（原画）
- 乱歩奇譚 Game of Laplace（作画監督）
- ローリング☆ガールズ（作画監督・原画）
- 機動戦士ガンダム 鉄血のオルフェンズ（原画）
- 銀魂゜（作画監督）

2016年
- アクティヴレイド -機動強襲室第八係-（作画監督）
- ラクエンロジック（作画監督・プロップデザイン）
- 甲鉄城のカバネリ（原画）
- マクロスΔ（原画）
- テラフォーマーズ リベンジ（作画監督）

2017年
- 風夏（作画監督）
- アクションヒロイン チアフルーツ（作画監督）
- 時間の支配者（総作画監督・作画監督補佐・ED第二原画）
- ひなろじ〜from Luck & Logic〜（作画監督）
- ネト充のススメ（作画監督・原画）

2018年
- 爆釣バーハンター（プロップデザイン・バーソウル設定・作画監督・原画）
- はねバド!（総作画監督・作画監督・作画監督補佐・原画）
- からくりサーカス（原画）
- 風が強く吹いている（原画）

2019年
- エガオノダイカ（作画監督）
- 魔法少女特殊戦あすか（OP原画）
- 異世界チート魔術師（キャラクターデザイン・総作画監督）

2020年
- 織田シナモン信長（OP原画・原画）
- 波よ聞いてくれ（OP原画）
- 半妖の夜叉姫（作画監督）
- ラブライブ!虹ヶ咲学園スクールアイドル同好会（作画監督・OP原画）

2021年
- ぼくたちのリメイク（OP原画）
- 境界戦機（原画）
- ルパン三世 PART6（作画監督、原画、第二原画）

2022年
- ドラゴンクエスト ダイの大冒険 (2020)（第73話・第98話原画）
- 異世界迷宮でハーレムを（作画監督）
- カードファイト!! ヴァンガード will+Dress（作画監督）
- 機動戦士ガンダム 水星の魔女（作画監督）

2023年
- Helck（総作画監督）

2024年
- 戦国妖狐（作画監督）
- 結婚するって、本当ですか（キャラクターデザイン）
- ザ・ファブル（総作画監督）
- 女神のカフェテラス（作画監督）
- キン肉マン 完璧超人始祖編（原画）
- 結婚するって、本当ですか（総作画監督）

2025年
- 戦隊レッド 異世界で冒険者になる（メインキャラクターデザイン・総作画監督）

### 劇場アニメ
1997年
- るろうに剣心 -明治剣客浪漫譚- 維新志士への鎮魂歌（動画）

1999年
- こちら葛飾区亀有公園前派出所 THE MOVIE（動画）
- 劇場版ポケットモンスター 幻のポケモン ルギア爆誕（動画）

2000年
- 映画おじゃる丸 約束の夏 おじゃるとせみら（動画）

2006年
- 真救世主伝説 北斗の拳 ラオウ伝 殉愛の章（原画）※
- 劇場版 遙かなる時空の中で 舞一夜（原画）

2007年
- 真救世主伝説 北斗の拳 ラオウ伝 激闘の章（原画）※

2008年
- 真救世主伝説 北斗の拳ZERO ケンシロウ伝（原画）

2009年
- 東のエデン 劇場版I The King of Eden（原画）
- 劇場版 ヤッターマン 新ヤッターメカ大集合! オモチャの国で大決戦だコロン!（原画）

2010年
- 10thアニバーサリー 劇場版 遊☆戯☆王 〜超融合!時空を越えた絆〜（作画監督）

2011年
- 劇場版イナズマイレブンGO 究極の絆 グリフォン（原画）
- 劇場版 マクロスF 恋離飛翼 〜サヨナラノツバサ〜（原画）

2012年
- ROAD TO NINJA -NARUTO THE MOVIE-（作画監督）

2013年
- かぐや姫の物語（塗線作画）

2014年
- 劇場版アイカツ！（作画監督）
- 新劇場版 頭文字D Legend1-覚醒-（原画）
- 劇場版 カードファイト!! ヴァンガード ネオンメサイア （作画監督）
- PERSONA3 THE MOVIE #2 Midsummer Knight's Dream（作画監督）
- モーレツ宇宙海賊 ABYSS OF HYPERSPACE -亜空の深淵-（作画監督補佐）

2015年
- 新劇場版 頭文字D Legend2-闘走-（原画）

2016年
- 新劇場版 頭文字D Legend3-夢現-（原画）
- 劇場版『牙狼〈GARO〉-DIVINE FLAME-』（作画監督補佐）
- 遊☆戯☆王 THE DARK SIDE OF DIMENSIONS（作画監督）

2017年
- ひるね姫 〜知らないワタシの物語〜（原画）

2018年
- 機動戦士ガンダムNT（原画）

2019年
- コードギアス 復活のルルーシュ（原画）
- 劇場版シティーハンター 新宿プライベート･アイズ（第2原画）

2021年
- 機動戦士ガンダム 閃光のハサウェイ 第1部（原画）
- 映画 さよなら私のクラマー ファーストタッチ（作画監督）
- ジャーニー 太古アラビア半島での奇跡と戦いの物語（原画）

2022年
- 劇場版 転生したらスライムだった件 紅蓮の絆編（原画）

2025年
- ベルサイユのばら（作画監督）

### OVA
1999年
- るろうに剣心 -明治剣客浪漫譚- 追憶編（動画）

2001年
- アニメーション制作進行くろみちゃん（動画）

2002年
- HAPPY★LESSON（原画）※

2003年
- アニメーション制作進行くろみちゃん2（原画、動画チェック）

2004年
- 夏色の砂時計（原画）※
- Memories Off 3.5 想い出の彼方へ（原画）※
- ねとらん者 THE MOVIE（原画）※
- らいむいろ戦奇譚（原画）※

2006年
- MURDER PRINCESS（OP原画）※

2007年
- 鴉 -KARAS-（原画）※
- 初犬 THE ANIMATION（作画監督、原画、第二原画）※

2008年
- 遙かなる時空の中で3 紅の月 限定版特典 龍神温泉罰ゲームの巻（キャラクターデザイン、作画監督）
- 遊☆戯☆王5D's 進化する決闘! スターダストVSレッド・デーモンズ（キャラクターデザイン）
- ルパン三世 GREEN vs RED（原画）

2015年
- たまゆら～卒業写真～（作画監督）

### Webアニメ
2018年
- 異世界居酒屋のぶ（作画監督、原画）

2019年
- 愛姫MEGOHIME（原画）

### ゲーム
- BLEACH（2D原画）

2011年
- 電激ストライカー（第一原画）